# Theloderma
Theloderma és un gènere de granotes de la família Rhacophoridae.

## Taxonomia
- Theloderma asperum
- Theloderma bicolor
- Theloderma corticale
- Theloderma gordoni
- Theloderma horridum
- Theloderma kwangsiense
- Theloderma leporosum
- Theloderma nagalandensis
- Theloderma phrynoderma
- Theloderma ryabovi
- Theloderma schmardanum
- Theloderma stellatum